# Passiflora haughtii
Passiflora haughtii är en passionsblomsväxtart som beskrevs av Ellsworth Paine Killip. Passiflora haughtii ingår i släktet passionsblommor, och familjen passionsblomsväxter. Inga underarter finns listade i Catalogue of Life.